# Voo Aeroméxico 576
O voo Aeroméxico 576 foi uma rota aérea da Aeroméxico entre o Aeroporto Internacional de Cancún e o  Aeroporto Internacional da Cidade do México. Em 9 de setembro de 2009, o avião, um Boeing 737-752 de prefixo EI-DRA, que fazia essa rota, foi sequestrado. O avião aterrissou no Aeroporto Internacional da Cidade do México onde os passageiros foram libertados. Um momento depois, a tripulação também foi libertada e as autoridades detiveram cinco homens em conexão com o sequestro aéreo. No entanto, somente um dos detentos em custódia foi identificado pelas autoridades como o autor. A demanda principal do sequestrador era falar com o presidente Felipe Calderón Hinojosa.

## Voo de Cancún a Cidade do México
O avião da Aeroméxico, voo 576, decolou do Aeroporto Internacional de Cancún às 11:38 hora local (17:38 UTC), de acordo com os registros de voo. Originalmente estava programado para o Aeroporto Internacional da Cidade do México na Cidade do México, onde devia aterrissar às 13:50 hora local (19:50 UTC). Inicialmente achava-se que havia um total de 112 pessoas a bordo, incluindo tanto mexicanos como estrangeiros da França e dos Estados Unidos.
Todos os passageiros foram libertados após o avião pousar na Cidade do México, onde foi dirigido a uma parte solitária da pista de pouso 23L. Os passageiros foram vistos entrando em ônibus após abandonar a aeronave. Forças de segurança fortemente armadas cercaram a aeronave enquanto os sequestradores e a tripulação permaneceram a bordo, de acordo com repórteres no lugar.
Os sequestradores, reportados como três homens da Bolívia, exigiam falar com o Presidente Calderón. Asseguravam estar carregando um pacote com fita adesiva e cabos, o qual diziam ser um artefato explosivo improvisado. O governo entrou numa reunião de emergência, no que foi descrito como uma emergência nacional. Às 14:37, a maioria dos sequestradores tinha sido retirada do avião, e evacuada em ônibus.

## Fim do sequestro
Às 14:56 hora local, a Polícia Federal introduziu-se à nave e levaram cinco homens em custódia, sem ter que disparar suas armas. A Embaixada da Bolívia na Cidade do México negou que algum de seus cidadãos estivesse envolvido.
Pouco depois da aterrissagem, alguns passageiros reportaram ver a um sequestrador quem levava carregando um pacote que remontava um artefato explosivo improvisado; no entanto, a busca por parte do esquadrão antibombas resultou em que não havia nenhum explosivo. A Televisa reportou a explosão controlada de uma peça de bagagem às 16:00.
O Secretário Federal de Segurança Pública Genaro García Luna, falando na conferência de imprensa após o incidente, identificou ao indivíduo como José Marc Flores Pereira (apelido "Jósmar"), um cidadão boliviano. García Luna também reportou que Flores tinha permanecido um tempo como prisioneiro no presídio de Santa Cruz de la Sierra. Enquanto Flores Pereira afirmou uma reclamação divina para realizar o sequestro, meios de comunicação locais assinalaram que se tratava de uma história relacionada com problemas com drogas e álcool. Flores descreveu os motivos do sequestro como místicos e religiosos, explicando que a data do sequestro foi 9 de setembro de 2009, que é o número satânico 666 invertido. Um artefato não-explosivo consistindo de duas latas de suco de fruta, recheadas com terra, e enfeitadas com bulbos de luz foram encontradas em sua posse.
O membro do congresso do Estado de Quintana Roo Hernán Villatoro Barrios (do Partido do Trabalho) estava a bordo do voo e disse, numa entrevista por rádio, que o sequestrador carregava uma Bíblia, e decretou uma série de profecias religiosas, além de advertir que o Presidente Calderón não deveria atender as tradicionais celebrações do Dia de Independência no Zócalo da Cidade do México em 16 de setembro, porque predizia que haveria um terremoto.